# Alfred Gabriel Nathorst

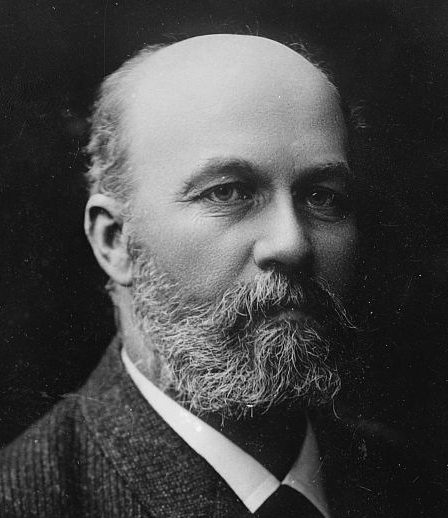
Alfred Gabriel Nathorst

Alfred Gabriel Nathorst, auch Alfréd, (* 7. November 1850 auf Gut Väderbrunn bei Nyköping; † 20. Januar 1921 in Stockholm) war ein schwedischer Botaniker, Geologe und Polarforscher. Sein offizielles botanisches Autorenkürzel lautet „Nath.“ Nathorsts Interesse für Naturwissenschaften begann in jungen Jahren, wobei er sich erst der Botanik widmete und später der Geologie. Der Kern seines Werkes liegt dabei in der Paläobotanik.

## Geologe
Nathorsts Interesse für Geologie wurden durch Charles Lyells Werk Principles of Geology geweckt, und 1872 besuchte er diesen in England. Seine rein geologischen Arbeiten betreffen die Geologie von Schonen und dabei speziell die Ablagerungen des Kambrium sowie die Steinkohlebildung und tektonische Veränderungen auf der Grundlage von Störungen in den Gesteinsschichten. In seinem Werk Om några förmodade växtfossil (Über einige vermutete Pflanzenfossilien) von 1874 beweist er, dass diese Funde, die vorher als Fossilien von älteren Ablagerungen beschrieben wurden (zum Beispiel fossile Algen) in Wirklichkeit keine echten Fossilien, sondern die Spuren der Tätigkeit vorzeitlicher Kleintiere waren. Später befassten sich seine geologischen Arbeiten mit den Polargebieten, deren Ergebnisse er zum Geologenkongress von 1910 in Stockholm unter dem Titel Beiträge zur Geologie der Bären-Insel, Spitzbergen und des König-Karl-Landes zusammenfasste. Er war verantwortlich für den 2. Band des schwedischen Lehrbuches Jordens historia (Geschichte der Erde), das teilweise eine Bearbeitung von M. Neumayers Erdgeschichte und dem Werk Sveriges geologi (Schwedens Geologie) war. Nach ihm ist die Ammoniten-Gattung Nathorstites Böhm, 1904 benannt.

## Botaniker
Nathorst schrieb über die arktische Flora, doch noch umfassender sind seine Arbeiten zur Paläobotanik. Schon als junger Student fand er 1870 in spätglazialen Ablagerungen in Schonen Überreste von Pflanzen (z. B. Polar-Weide, Weiße Silberwurz, Zwerg-Birke), die heute nicht mehr in dieser Gegend heimisch sind, sondern in der schwedischen Bergwelt oder in der Arktis vorkommen. Nathorst beschrieb eine Vielzahl von Pflanzenfossilien, die er in den Steinkohleablagerungen Schonens fand. Das reichhaltige Material gab ihm die Möglichkeit zu umfassenden und systematischen morphologischen Untersuchungen. Er verbesserte auch die Untersuchungsmethoden, z. B. durch den Einsatz von Kollodium zur Erforschung der Struktur der Cuticula.

## Polarfahrten
Nathorst leitete mehrere Expeditionen in Richtung nördliches Eismeer. Seine erste Polarfahrt führte ihn 1870 zusammen mit dem Ingenieur Hjalmar Wilander (1844–1891) nach Spitzbergen. 1882 war er wieder auf Spitzbergen zusammen mit dem Geologen Gerard De Geer. 1883 war er zweiter Expeditionsleiter nach Adolf Erik Nordenskiöld bei dessen Grönlandexpedition mit dem Schiff Sofia. 1898 war Nathorst bei der Bäreninsel, Svalbard und König-Karl-Land und 1899 wieder bei Grönland, wo weitere Teile der Küste kartiert wurden. Die letztgenannten Expeditionen sollten auch Ausschau nach der vermissten Ballonexpedition von Salomon August Andrée halten, konnten jedoch kein Lebenszeichen entdecken. Die Ergebnisse der beiden letzten Fahrten wurden in Två sommrar i Norra Ishavet (Zwei Sommer im nördlichen Eismeer) beschrieben. Heute sind in Spitzbergen das Nathorst-Land (zwischen Van Keulenfjorden und Van Mijenfjorden), der Nathorstbreen (N.-gletscher) im Van Keulenfjord, das Nathorstdalen nördlich des Isfjord und das Nathorstfjellet (N.-berg) südwestlich von Longyearbyen nach Nathorst benannt. Auch in Ostgrönland findet sein Name sich in zahlreichen geographischen Bezeichnungen wieder. Auch hier gibt es ein Nathorst-Land, außerdem die Berge Nathorst Bjerg, Nathorst Fjeld und Nathorst Tinde, den Nathorst-Fjord sowie den Nathorst-Gletscher.

## Museumsmann
Nathorst wurde 1884 auf königlichen Beschluss zum Professor ernannt. Bis 1917 war er Intendant der paläobotanischen Abteilung des Naturhistoriska riksmuseet in Stockholm. Aufgrund seiner guten Beziehungen zu Kollegen in der ganzen Welt konnte er dem Museum ein reichhaltiges Vergleichsmaterial beschaffen. Dabei stellen seine eigenen Funde den Grundstock im paläobotanischen Bestand der Einrichtung dar.

## Ehrungen
1900 wurde Nathorst zum korrespondierenden Mitglied der Königlich Preußischen Akademie der Wissenschaften und 1912 der Bayerischen Akademie der Wissenschaften ernannt. Er gehörte ferner der Königlichen Physiographischen Gesellschaft in Lund (seit 1878), der Königlich Schwedischen Akademie der Wissenschaften (seit 1885), der Russischen Akademie der Wissenschaften (seit 1901), der Königlichen Gesellschaft der Wissenschaften in Uppsala (seit 1907), der Königliche Wissenschafts- und Literaturgesellschaft in Göteborg (seit 1909) sowie der Royal Society of Edinburgh (seit 1920) an. Die Ernst-Moritz-Arndt-Universität Greifswald, die University of Cambridge, die Universität Oslo und die University of St Andrews zeichneten ihn mit Ehrendoktorwürden aus.
Ihm zu Ehren wurden auch die Fossiliengattungen Nathorstia Heer, Nathorstiana P.B.Richt. und Nathorstianella M.F.Glaessner & V.R.Rao benannt.

## Schriften
- Zur oberdevonischen Flora der Bären-Insel. Kongl. Svenska Vetenskaps-Akademiens Handlingar; N.F., 36,3: 60 S., Stockholm 1902
- Die oberdevonische Flora des Ellesmere-Landes. In: W. C. Brøgger et al. (Hrsg.): Report of the Second Norwegian Arctic Expedition in the Fram 1898–1902. Bd. 1, Videnskabs-Selskabet, Kristiania 1904, S. 1–22
- Beiträge zur Geologie der Bären-Insel, Spitzbergens und des König-Karl-Landes. 1910
- Zur Devonflora des westlichen Norwegens. Bergens Museums årbok; 1914/15, Nr. 9, 34 S. Bergen 1915
- Zur paläozoischen Flora der arktischen Zone : Enthaltend d. auf Spitzbergen, auf d. Bären-Insel u. auf Novaja Zemlja von den schwed. Expeditionen entdeckten paläozoischen Pflanzen. Kungliga Svenska Vetenskapsakademien, Handlingar, Ny följd., 26(4): 80 S., Stockholm 1894.